# Obereopsis javanicola
Obereopsis javanicola là một loài bọ cánh cứng trong họ Cerambycidae.